# Fiumedinisi
Fiumedinisi es una localidad italiana de la provincia de Mesina, región de Sicilia, con 1595 habitantes.

Ubicación de la ciudad de Fiumedinisi dentro de la provincia de Mesina.

## Evolución demográfica
| Gráfica de evolución demográfica de Fiumedinisi entre 1861 y 2001 |
|                                                                   |
| Fuente ISTAT - Elaboración gráfica por parte de Wikipedia         |